# Wampir Lestat
Wampir Lestat (tytuł oryg. The Vampire Lestat) – drugi tom cyklu Kroniki wampirów amerykańskiej pisarki Anne Rice.
Historia życia i stworzenia wampira Lestata (stwórcy Louisa i Claudii – bohaterów Wywiadu z wampirem), a także Nicolasa – przyjaciela i kochanka oraz Gabrielli – matki Lestata opowiedziana przez samego Lestata.
Na podstawie tej książki oraz następującej po niej trzeciej części Kronik wampirów nakręcono film Królowa potępionych z Aaliyah, Stuartem Townsendem, Vincentem Pérezem oraz Leną Olin.
Książka zawiera od 604 do 648 stron (w zależności od wydania).

## Czas i miejsce akcji
Powieść została wydana jako „Autobiografia” Lestata i opisuje jego losy z życia w drugiej połowie XVIII wieku oraz lat 80. XX wieku. Powieść zaczyna się wspomnieniami z jego człowieczego życia w Owernii, kiedy to znany był jako pogromca wilków. Następnie opisywane są jego losy jako człowiek, a potem wampira w Paryżu. Po ucieczce z Paryża Lestat podróżuje m.in. po Egipcie, gdzie w końcu spotyka legendarnego Mariusa. Z nim wyrusza i przebywa pewien czas w tajemniczym domu, gdzie ukrywani są Enkil i Akasha. Po odejściu czasy spędzone z Louisem (opisane w pierwszej części serii, Wywiad z wampirem) są jedynie wspomniane.
Wstępem i zakończeniem książki są wydarzenia z życia Lestata w latach 80., kiedy to muzyka rock budzi go z ponad 50-letniego snu. W finale opisany jest jego koncert, co jest niejako zapowiedzią i wstępem do trzeciej części serii, Królowej potępionych. W Polsce ukazało się 13 wydań powieści Anne Rice w przekładzie Tomasza Olszewskiego.

## Bohaterowie
- Lestat de Lioncourt – „autor” i narrator powieści.
- Nicolas de Lenfent – przyjaciel oraz kochanek Lestata z czasów człowieczych, później wampir.
- Gabriella de Lioncourt – matka bohatera, później jego pierwsze wampirze dziecko i towarzyszka przygód.
- Magnus – wampir, który stworzył Lestata.
- Armand – nieformalny dowódca Klanu Paryskiego, późniejszego Teatru Wampirów.
- Marius de Romanus – legendarny wampir, który spotyka Lestata.
- Enkil i Akasha – pierwsze wampiry, w powieści opisane są jedynie w stanie uśpienia.
- Louis de Pointe du Lac i Claudia – towarzysze Lestata z pierwszej części serii, w powieści często wspominane.